# Otmar Freiherr von Verschuer
Otmar Freiherr von Verschuer (ur. 16 lipca 1896 w Richelsdorfer Hütte, zm. 6 sierpnia 1969 w Münster) – niemiecki biolog, eugenik, nazista, profesor Uniwersytetu we Frankfurcie nad Menem.

## Życiorys
Habilitację uzyskał w 1927 z badań nad ludzkimi bliźniętami. Tuż po habilitacji objął stanowisko kierownika wydziału w berlińskim Instytucie Antropologii, Teorii Ludzkiego Dziedziczenia i Eugeniki im. Cesarza Wilhelma (Kaiser-Wilhelm-Institut für Anthropologie, menschliche Erblehre und Eugenik). W 1933 otrzymał tytuł profesora nadzwyczajnego, a w 1935 został dyrektorem Instytutu Biologii Dziedziczenia i Higieny Rasowej na Uniwersytecie we Frankfurcie nad Menem. Kontynuował prace nad bliźniętami, jednocześnie zajmując się badaniem przyczyn chorób, przy czym doszedł do wniosku, że z bardzo nielicznymi wyjątkami wszystkie choroby mają podłoże genetyczne. Od 1940 roku w NSDAP. W 1942 został dyrektorem Instytutu Antropologii i celem poszerzenia obszaru badań, kierował swoich współpracowników do pracy w obozie koncentracyjnym Auschwitz-Birkenau. W ten sposób pozyskał setki eksponatów ludzkich, pochodzących z zabitych w tym celu więźniów. Jego doktorantem był Josef Mengele, z którym von Verschuer współpracował w czasie wojny.
Po wojnie został cenionym naukowcem w Niemczech, pracował jako profesor, a od 1956 był także kierownikiem Instytutu Antropologii Uniwersytetu we Freiburgu.